# اواریستو فلیس دال آباکو

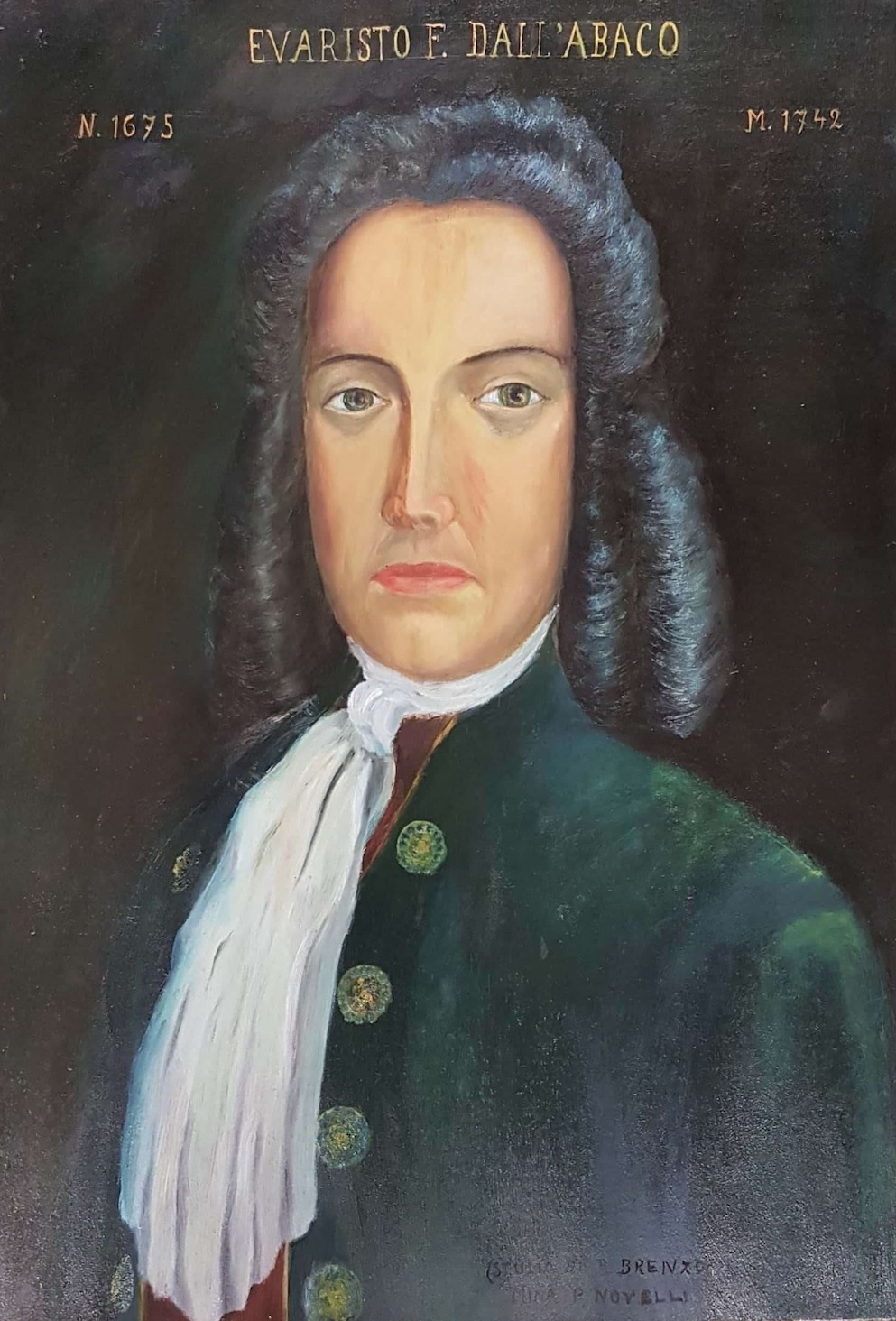
پرتره‌ای از اواریستو فلیس دال آباکو

اواریستو فلیس دال آباکو (زاده ۱۲ ژوئیه ۱۶۷۵، ورونا ، ایتالیا - درگذشته ۱۲ ژوئیه ۱۷۴۲، مونیخ ، باواریا) موسیقیدان، نوازنده ویولن و ویولن سل ایتالیایی بود.
دال آباکو در ورونا در خانواده گیتاریست مشهور دامیانو دال آباکو متولد شد. برخی منابع گفته‌اند او شاگرد تورلی بوده است و ویولن و ویولن سل را از وی آموخته است. 
او با توماسو آنتونیو ویتالی در مودنا گروهی دونفره نوازنده ویولن شد و در سال ۱۷۰۴ به دربار ماکسیمیلیان دوم امانوئل، انتخاب کننده باواریا در مونیخ به عنوان نوازنده پیوست.  تنها پس از چند ماه، پس از شکست ماکسیمیلیان در نبرد بلنهایم، همراه با خانواده او به بروکسل گریخت.  او تا سال ۱۷۴۰ که بازنشسته شد به آهنگسازی در فرم موسیقی مجلسی در دربار فرانسه و هلند ادامه داد.  موسیقی دال آباکو مدیون ویوالدی و کورلی است. موسیقیدان هایی که تأثیر زیادی روی دال آباکو داشتند.
دال آباکو در تولد ۶۷ سالگی خود درگذشت.
دالآباکو در بروکسل  صاحب فرزندی به اسم جوزف آباکو (۱۷۱۰-۱۸۰۵) شد. 